# Frithjof Rodi

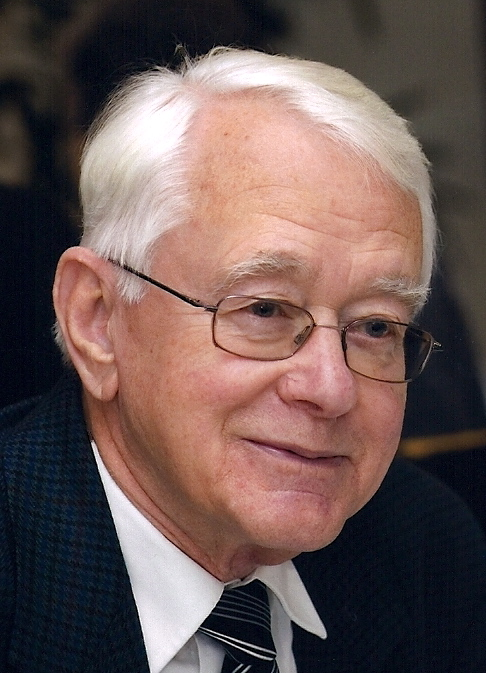
Frithjof Rodi

Frithjof Rodi (* 1. April 1930 in Pforzheim) ist ein deutscher Philosoph.

## Biographie
Frithjof Rodi studierte Philosophie und Germanistik an der Eberhard Karls Universität Tübingen und am Queen Mary and Westfield College in London. Seit 1951 ist er Mitglied der Studentenverbindung Akademische Gesellschaft Stuttgardia Tübingen. 1958 promovierte er bei Otto Friedrich Bollnow. Nach mehrjähriger Tätigkeit als Deutsch-Lektor an der University of Bristol in England und an der Osmania University in Indien habilitierte er sich in Tübingen in Philosophie und wurde 1970 an die neugegründete Ruhr-Universität Bochum berufen. Er war dort maßgeblich an der Fortführung der Ausgabe der Gesammelten Schriften des Philosophen Wilhelm Dilthey (1833–1911) beteiligt, gründete die Dilthey-Forschungsstelle und gab 1983–2000 das Dilthey-Jahrbuch für Philosophie und Geschichte der Geisteswissenschaften heraus. Neben seinen Arbeiten über Dilthey, dem er drei Bücher widmete, bemühte sich Rodi – Anregungen seines Lehrers Bollnow folgend – um das philosophische Werk von Georg Misch (1878–1965), der seinerseits Schüler Diltheys und Herausgeber von dessen Schriften war.

## Werk
Die Herausgabe von Mischs Logik-Vorlesungen war die Grundlage für Rodis Interesse an einer „hermeneutischen Logik“, die in der Lehre von Begriff und Urteil die traditionellen Grenzen der Logik überschreitet. Diese schon von Dilthey geforderte Erweiterung im Zuge einer Begründung der Theorie der Geisteswissenschaften konzentriert sich auf die Leistung sogenannter evokativer Ausdrücke, die einen Sachverhalt nicht theoretisch feststellen, sondern seine Bedeutsamkeit „produktiv-objektivierend“ artikulieren. Rodi hat in Einzeluntersuchungen die Möglichkeiten geisteswissenschaftlicher Begriffs- und Urteilsbildung untersucht. Er schlug vor, sprachliche Ausdrücke, in denen die Realisation von Bedeutsamkeit artikuliert wird, epidigmatisch zu nennen. In diesem Sinne ist Goethes berühmtes Wort über die Bedeutsamkeit der Kanonade von Valmy („Von hier und heute geht eine neue Epoche der Weltgeschichte aus, und ihr könnt sagen, ihr seid dabeigewesen“) ein Epidigma, das Wirklichkeit für den verstehenden Nachvollzug sichtbar macht und sie dabei teilweise erst konstituiert. Dies führte er in dem Buch Über die Erfahrung von Bedeutsamkeit weiter aus.

## Publikationen (Auswahl)

### Bücher
- Morphologie und Hermeneutik. Zur Methode von Diltheys Ästhetik. Kohlhammer, Stuttgart 1969.
- Erkenntnis des Erkannten. Zur Hermeneutik des 19. und 20. Jahrhunderts. Suhrkamp, Frankfurt a. M. 1989. ISBN 978-3-518-28458-2 (italienisch: Conoscenza del Conosciuto. Milano 1996. (Mit einem Nachwort von Alfredo Marini, das den Traditionszusammenhang der Bochumer Dilthey-Schule informativ darstellt.))
- Das strukturierte Ganze. Studien zum Werk von Wilhelm Dilthey. Velbrück Wissenschaft, Weilerswist 2003. ISBN 978-3-934730-62-5 (mit Verzeichnis aller Veröffentlichungen von Rodi)
- Das Haus auf dem Hügel. Ein Jugend am Rande des Kraters. Königshausen & Neumann, Würzburg 2006. ISBN 3-8260-3350-7.
- Über die Erfahrung von Bedeutsamkeit. Karl Alber, Freiburg und München 2015. ISBN 978-3-495-48764-8.
- Diltheys Philosophie des Lebenszusammenhangs. Strukturtheorie – Hermeneutik – Anthropologie. Karl Alber, Freiburg/München 2016. ISBN 978-3-495-48837-9

### Aufsätze und Artikel
- Anspielungen. Zur Theorie der kulturellen Kommunikationseinheiten, in: Poetica 7 (1975), 115–134.
- Diesseits der Pragmatik. Gedanken zu einer Funktionsbestimmung der hermeneutischen Wissenschaften, in: Ztschr. f. allgem. Wissenschaftstheorie 10 (1979), 288–315.
- Über einige Grundbegriffe einer Philosophie der Geisteswissenschaften, in: Dilthey-Jahrbuch 1 (1983), 13–38. ISBN 3-525-30355-6.
- Marken und Male. Über die Grenzen einer reinen Pragmatik, in: A. Eschbach (Hrsg.): Perspektiven des Verstehens. Bochum 1986, 1–20. ISBN 978-3-88339-414-5.
- Die Bedeutung Diltheys für die Konzeption von »Sein und Zeit«. Zum Umfeld von Heideggers Kasseler Vorträgen (1925), in: Dilthey-Jahrbuch 4 (1986–87), 161–177.
- Die energetische Bedeutungstheorie von Hans Lipps, in: Journal of the Faculty of Letters, the University of Tokyo, Aesthetics 17 (1992), 1–12.
- Die Artikulation des Eindrucks. Über die Bedeutung der reflektierenden Urteilskraft für das Projekt einer hermeneutischen Logik, in: Urteilskraft und Heuristik in den Wissenschaften, Weilerswist 2003, 225–246.

Artikel
- Kultur, in: Theologische Realenzyklopädie 20 (1990); 177–187.
- Semiotik, in: G. Radnitzky u. H. Seiffert (Hrsg.), Handlexikon zur Wissenschaftstheorie. München 1989, 296–301.

### Herausgeberschaft
- mit Karlfried Gründer: Wilhelm Dilthey, Gesammelte Schriften. Bände XVIII bis XXVI. Vandenhoeck & Ruprecht, Göttingen 2006, ISBN 978-3-525-30330-6.
- mit Rudolf A. Makkreel: Wilhelm Dilthey, Selected Works. Vols. I-V. Princeton University Press, Princeton N. J.
- Dilthey-Jahrbuch für Philosophie und Geschichte der Geisteswissenschaften Band 1 (1983) bis Band 12 (1999/2000). Vandenhoeck & Ruprecht, Göttingen. ISSN 0175-0135
- mit Hans-Ulrich Lessing: Materialien zur Philosophie Wilhelm Diltheys. Suhrkamp, Frankfurt a. M. 1984. ISBN 978-3-518-28039-3.
- mit Gudrun Kühne-Bertram: Georg Misch, Der Aufbau der Logik auf dem Boden der Philosophie des Lebens. Göttinger Vorlesungen über Logik und Einleitung in die Theorie des Wissens. Alber, Freiburg / München 1994. ISBN 978-3-495-47777-9.
- Urteilskraft und Heuristik in den Wissenschaften. Beiträge zur Entstehung des Neuen. Velbrück, Weilerswist 2003. ISBN 978-3-934730-74-8.
- mit Gudrun Kühne-Bertram: Dilthey und die hermeneutische Wende in der Philosophie. Vandenhoeck & Ruprecht, Göttingen 2008. ISBN 978-3-525-30367-2.
- mit U. Boelhauve, G.Kühne-Bertram und H.-U. Lessing: Otto Friedrich Bollnow, Schriften. Studienausgabe in 12 Bänden. Königshausen und Neumann, Würzburg 2009 ff.